# Sommer-Universiade 1989/Fechten
Bei der Sommer-Universiade 1989 wurden 10 Wettkämpfe im Fechten ausgetragen.

## Bilanz

### Medaillenspiegel
| Platz  | Land           | Gold | Silber | Bronze | Gesamt |
| ------ | -------------- | ---- | ------ | ------ | ------ |
| 1      | Italien        | 4    | 2      | 4      | 10     |
| 2      | Ungarn         | 3    | 4      | –      | 7      |
| 3      | Kuba           | 2    | 2      | 1      | 5      |
| 4      | Polen          | 1    | 1      | 1      | 3      |
| 5      | BR Deutschland | –    | 1      | 1      | 2      |
| 6      | China          | –    | –      | 2      | 2      |
| 7      | Schweden       | –    | –      | 1      | 1      |
| Gesamt | Gesamt         | 10   | 10     | 10     | 30     |

### Medaillengewinner

#### Männer
| Disziplin          | Gold                                                                                         | Silber                                                                             | Bronze                                                                                           |
| ------------------ | -------------------------------------------------------------------------------------------- | ---------------------------------------------------------------------------------- | ------------------------------------------------------------------------------------------------ |
| Degen Einzel       | Carlos Pedroso                                                                               | Maurizio Randazzo                                                                  | Wilfredo Loyola                                                                                  |
| Florett Einzel     | Mauro Numa                                                                                   | Zsolt Érsek                                                                        | Stefano Cerioni                                                                                  |
| Säbel Einzel       | Bence Szabó                                                                                  | Tonhi Terenzi                                                                      | Jarosław Kisiel                                                                                  |
| Degen Mannschaft   | ItalienSandro Cuomo Stefano Pantano Angelo Mazzoni Maurizio Randazzo Sandro Resegotti        | KubaCarlos Pedroso Nelson Loyola Lázaro Castro Wilfredo Loyola José Miguel Morejón | BR DeutschlandMarc-Konstantin Steifensand Martin Konrad Ansgar Quiske Frank Wagner Stefan Hörger |
| Florett Mannschaft | KubaGuillermo Betancourt Óscar García Elvis Gregory Hermenegildo García Vicente Pérez        | UngarnZsolt Érsek Zsolt Németh Pál Szekeres Róbert Kiss Tamás Balint               | ItalienFederico Cervi Andrea Borella Andrea Cipressa Mauro Numa Stefano Cerioni                  |
| Säbel Mannschaft   | PolenJarosław Kisiel Marek Gniewkowski Janusz Olech Robert Kościelniakowski Jarosław Koniusz | UngarnBence Szabó András Szetey Gábor Péntek Dávid Dallos                          | ItalienTonhi Terenzi Fabio Di Lauro Andrea Franzini Davide Lucchina Sergio Virgilio              |

#### Frauen
| Disziplin          | Gold                                                                                            | Silber                                                                                | Bronze                                                                             |
| ------------------ | ----------------------------------------------------------------------------------------------- | ------------------------------------------------------------------------------------- | ---------------------------------------------------------------------------------- |
| Degen Einzel       | Diána Eőri                                                                                      | Taymi Chappé                                                                          | Dong Wen                                                                           |
| Florett Einzel     | Diana Bianchedi                                                                                 | Zsuzsanna Jánosi                                                                      | Giovanna Trillini                                                                  |
| Degen Mannschaft   | UngarnTímea Nagy Zsuzsanna Szőcs Mariann Horváth Diána Eőri Gabriella Sasvári                   | PolenBeata Achenbach Ewa Kowalczyk Iwona Oleszyńska Anna Rotkiewicz Renata Wójcicka   | SchwedenPia Albertsson Ingrid Eglén Maria Elmfeldt Agneta Flygare Kerstin Warvsten |
| Florett Mannschaft | ItalienLucia Traversa Margherita Zalaffi Diana Bianchedi Giovanna Trillini Francesca Bortolozzi | BR DeutschlandSabine Bau Zita Funkenhauser Annette Klug Christiane Weber Susanne Lang | ChinaWang Huifeng E Jie Zhu Minzhu Sun Hongyun Xiao Aihua                          |